# Józef Domański
Józef Domański (ur. 10 grudnia 1926 w Janowicach Poduszowskich, zm. 22 lipca 2007 we Wrocławiu) – polski językoznawca i archiwista, badacz onomastyki śląskiej.

## Życiorys
Syn Jakuba i Marii z Ogórków. Podczas II wojny światowej był łącznikiem w szeregach Batalionów Chłopskich, został aresztowany i osadzony w obozie karnym w Berlinie, a następnie przebywał na robotach przymusowych. W 1945 powrócił e rodzinne strony, a następnie przeprowadził się na Dolny Śląsk. W latach 1946–48 należał do ZMW „Wici”.
Po ukończeniu w roku 1948 Liceum Pedagogicznego w Świdnicy pracował jako nauczyciel, następnie w latach 1949-52 studiował filologię polską na Uniwersytecie Wrocławskim. Po studiach I stopnia przez krótki czas ponownie zatrudniony był jako nauczyciel języka polskiego, a od roku 1954 pracował w Archiwum Państwowym we Wrocławiu aż do przejścia na emeryturę w roku 1992. W 1971 na Wydziale Filologii Uniwersytetu Jagiellońskiego otrzymał stopień doktora nauk humanistycznych, od 1973 był adiunktem naukowo-badawczym. 
W swojej pracy badawczej interesował się problemem etymologii nazw miejscowych na Śląsku ze szczególnym uwzględnieniem ich polskiego pochodzenia. Opierając się na zgromadzonych we wrocławskim archiwum materiałach źródłowych udowodnił polskie korzenie nazw toponimicznych wsi podwrocławskich i innych rejonów Śląska. Opublikowana w roku 1967 monografia „Nazwy miejscowe dzisiejszego Wrocławia i dawnego okręgu wrocławskiego” była jego rozprawą doktorską obronioną w roku 1971. Badał także historię języka polskiego i proces jego utrzymywania się wśród miejscowej ludności Dolnego Śląska do wieku XIX. Swoje prace publikował w czasopismach naukowych - Onomastice i Śląskim Kwartalniku Historycznym Sobótka. Był także aktywistą turystyczno-krajoznawczym. Publikował artykuły z zakresu krajoznawstwa. W roku 1963 wydał przewodnik turystyczny po dolinie Baryczy.
Pochowany na Cmentarzu na Psim Polu.

## Odznaczenia
- Złoty Krzyż Zasługi,
- Złota Odznaka „Zasłużony dla Dolnego Śląska”,
- Odznaka „Budowniczy Wrocławia”,
- Odznaka „Zasłużony Działacz Kultury”.

## Literatura
- Feliks Pluta. Odeszli. Dr n. hum. Józef Domański (10 XII 1926 – 22 VII 2007). „Pismo Uniwersytetu Opolskiego”. styczeń-luty 1-2, s. 76-78, 2008.